# Gunni Busck (grosserer)
 Der er flere personer med dette navn, se Gunni Busck.
Gunni Busck (født 9. juni 1840 på gården Benzonseje, død 20. marts 1920) var en dansk grosserer. Han var nevø til præsten Gunni Busck.
Til livsvirksomhed havde Busck valgt sig lægens gerning, men tvungen af sygdom måtte han opgive studeringerne og tog 1862 borgerskab som grosserer i København. Nogle år senere begyndte han en forretning, som efterhånden udviklede sig til en meget stor virksomhed, nemlig at pakke sødt smør hermetisk i blikdåser for tropiske lande. De meget strænge fordringer, han stillede til produktionen af det søde smør, havde en betydelig indflydelse på den danske mælkeridrifts udvikling i en række år. I 1874 overgik forretningen til et aktieselskab, "Scandinavian preserved butter Company", hvis leder Busck var. Dette selskab oprettede i 1875 det første fællesmejeri i Danmark, Slagelse Mejeri, der tillige virkede som uddannelsesanstalt for mejersker. I 1877 stiftede Busck aktieselskabet "Københavns Mælkeforsyning", hvis leder han ligeledes var. År for år udviklede sig dette selskab og dets indflydelse på den danske hovedstads mælkeforsyning var overordentlig heldig; også i udlandet vandt selskabets virksomhed anerkendelse og blev efterlignet i flere større byer.